# Breaking nos Jogos Asiáticos de 2022
A competição de breakdance nos Jogos Asiáticos de 2022 foi realizada no Ginásio do Parque Desportivo do Canal Gongshu [en], localizado na cidade de Hangzhou, na China, entre os dias 6 e 7 de outubro de 2023. Isso marcou a estreia desta modalidade nos Jogos Asiáticos. Cada Comité Olímpico Nacional (NOC) podia inscrever no máximo quatro competidores, dois de cada sexo.
O dançarino japonês Shigeyuki Nakarai, ficou com a medalha de ouro na competição masculina e com a dançarina chinesa Liu Qingyi.

## Cronograma
| Q | Qualificatórias | F | Finais |
| - | --------------- | - | ------ |

| Evento↓/Data → | 6º Sex | 7º Sáb |
| -------------- | ------ | ------ |
| B-Boys         | Q      | F      |
| B-Girls        | Q      | F      |

## Nações participantes
Um total de 45 atletas de 13 nações competiu no breaking nos Jogos Asiáticos de 2022:
- CHN China (4)
- TPE Taipé Chinês (4)
- HKG Hong Kong (4)
- JPN Japão (4)
- KAZ Cazaquistão (3)
- MGL Mongólia (3)
- NEP Nepal (1)
- PHI Filipinas (3)
- KOR Coreia do Sul (4)
- TJK Tajiquistão (4)
- THA Tailândia (4)
- UZB Uzbequistão (3)
- VIE Vietnã (4)

## Medalhistas
| Evento  | Ouro                        | Prata                          | Bronze                    |
| ------- | --------------------------- | ------------------------------ | ------------------------- |
| B-Boys  | Shigeyuki Nakarai JPN Japão | Kim Hong-yul KOR Coreia do Sul | Qi Xiangyu CHN China      |
| B-Girls | Liu Qingyi CHN China        | Ami Yuasa JPN Japão            | Ayumi Fukushima JPN Japão |

## Tabela de medalhas
| Pos.               | País                | Ouro | Prata | Bronze | Total |
| ------------------ | ------------------- | ---- | ----- | ------ | ----- |
| 1                  | Japão (JPN)         | 1    | 1     | 1      | 3     |
| 2                  | China (CHN)         | 1    | 0     | 1      | 2     |
| 3                  | Coreia do Sul (KOR) | 0    | 1     | 0      | 1     |
| Total (3 entradas) | Total (3 entradas)  | 2    | 2     | 2      | 6     |